# La Liga
Primera División (Första divisionen) av Liga de Fútbol Profesional (Professionella fotbollsligan), mer känd som La Liga (Ligan) eller av sponsringsskäl La Liga EA Sports sedan 2023, är den professionella fotbollsligan i Spanien. Ligan är indelad i olika divisioner, varav Primera División (Primera División de España) är den högsta och Segunda División den näst högsta. Primera División består av 20 lag (2023).
1937–1939 spelades inga ligamatcher på grund av det rådande inbördeskriget.
Primera División anses vara en av världens absolut bästa fotbollsligor; La Liga är världens näst bästa liga efter Premier League enligt Uefa. Historiskt sett är Real Madrid den främsta klubben med 36 ligatitlar, följt av Barcelona med 27. Real Madrid, Barcelona och Athletic Bilbao har aldrig degraderats från högsta serien. Topplag i La Liga de senaste åren har varit Barcelona, Real Madrid, Valencia, Sevilla, Atlético Madrid, Villareal och Athletic Bilbao.
De tre sista lagen flyttas ner till Segunda División. De tre första lagen är kvalificerade, det fjärde kvalar till Uefa Champions League, det femte, sjätte och sjunde är kvalificerade för Uefa Europa League.

## Historia
José María Acha, ordförande i Arenas Club de Getxo, fick i april 1927 en idé om att skapa en nationalliga i Spanien. Efter debatter om hur många lag och vilka lag som skulle delta i nationalligan kom beslutet fram 1929. FC Barcelona, Real Madrid, Athletic Bilbao, Real Sociedad, Arenas Club de Getxo, Real Unión, Atlético Madrid, RCD Espanyol, CE Europa och Racing Santander var de tio lagen som deltog i ligan under premiärsäsongen 1929. Sedan dess är de tre klubbar som har aldrig har åkt ur ligan; Real Madrid, Barcelona och Athletic Bilbao.
Ligans första vinnare blev Barcelona. Under spanska inbördeskriget som pågick mellan 1936 och 1939 spelades inte Primera División. Efter återupptagandet av ligaspelet var Atlético Madrid, Valencia och Sevilla de starkaste lagen, men flest titlar under 1940-talet vann Barcelona och Valencia.
Under 1930-talet, 1940-talet och 1950-talet fanns det strikta regler för utländska spelare; tre utländska spelare kunde vardera lag ha. Dessa regler började dock att nonchaleras av Real Madrid och Barcelona – som köpte flera utländska spelare. Mellan åren 1961 och 1980 dominerades Primera División av Real Madrid, som under denna period vann 14 ligatitlar.
Real Sociedad vann sin första ligatitel 1981, och följde upp med detta även 1982. Deras baskiska rivaler Athletic Bilbao gjorde samma sak de två åren därefter. Barcelona vann sedan ligan 1985 innan Real Madrid vann fem år i rad 1986–1990. Därefter vann Barcelona 1991–1994 innan titeln alltmer började gå till flera klubbar enskilda år, även om Barcelona och Real Madrid fortsatt att dominera ligans utgång i toppen.

## Deltagande lag

### Säsongen 2023–24
Säsongen 2023–24 består La Liga av dessa lag:
| Lag             | Region       | Ort             | Arena                       | Kapacitet |
| --------------- | ------------ | --------------- | --------------------------- | --------- |
| Alavés          | Baskien      | Vitoria-Gasteiz | Mendizorrotza Stadium       | 19 840    |
| Almería         | Andalusien   | Almería         | Power Horse Stadium         | 15 294    |
| Athletic Bilbao | Baskien      | Bilbao          | Estadio San Mamés           | 53 332    |
| Atlético Madrid | Madrid       | Madrid          | Wanda Metropolitano         | 68 456    |
| Barcelona       | Katalonien   | Barcelona       | Camp Nou                    | 99 354    |
| Cádiz           | Andalusien   | Cádiz           | Estadio Ramón de Carranza   | 25 033    |
| Celta Vigo      | Galicien     | Vigo            | Balaídos                    | 31 800    |
| Getafe          | Madrid       | Getafe          | Estadio Coliseum            | 16 500    |
| Girona          | Katalonien   | Girona          | Estadi Montilivi            | 13 624    |
| Granada         | Andalusien   | Granada         | Nuevo Los Cármenes          | 19 366    |
| Las Palmas      | Kanarieöarna | Las Palmas      | Estadio Gran Canaria        | 32 400    |
| Mallorca        | Balearerna   | Palma           | Visit Mallorca Stadium      | 23 142    |
| Osasuna         | Navarra      | Pamplona        | El Sadar                    | 18 375    |
| Rayo Vallecano  | Madrid       | Madrid          | Campo de Fútbol de Vallecas | 14 708    |
| Real Betis      | Andalusien   | Sevilla         | Estadio Benito Villamarín   | 60 720    |
| Real Madrid     | Madrid       | Madrid          | Santiago Bernabéu           | 85 454    |
| Real Sociedad   | Baskien      | San Sebastián   | Anoeta                      | 39 500    |
| Sevilla         | Andalusien   | Sevilla         | Ramón Sánchez Pizjuán       | 45 500    |
| Valencia        | Valencia     | Valencia        | Mestalla                    | 55 000    |
| Villarreal      | Valencia     | Vila-real       | El Madrigal                 | 25 000    |

## Utmärkelser

### Seriesegrare genom tiderna
- 1929 - FC Barcelona
- 1929–30 - Athletic Bilbao
- 1930–31 - Athletic Bilbao
- 1931–32 - Real Madrid
- 1932–33 - Real Madrid
- 1933–34 - Athletic Bilbao
- 1934–35 - Real Betis Balompié
- 1935–36 - Athletic Bilbao
- 1937–39 - Inbördeskrig
- 1939–40 - Atlético Aviación [a]
- 1940–41 - Atlético Aviación
- 1941–42 - Valencia CF
- 1942–43 - Athletic Bilbao
- 1943–44 - Valencia CF
- 1944–45 - FC Barcelona
- 1945–46 - Sevilla FC
- 1946–47 - Valencia CF
- 1947–48 - FC Barcelona
- 1948–49 - FC Barcelona
- 1949–50 - Atlético Madrid
- 1950–51 - Atlético Madrid
- 1951–52 - FC Barcelona
- 1952–53 - FC Barcelona
- 1953–54 - Real Madrid
- 1954–55 - Real Madrid
- 1955–56 - Athletic Bilbao
- 1956–57 - Real Madrid
- 1957–58 - Real Madrid
- 1958–59 - FC Barcelona
- 1959–60 - FC Barcelona
- 1960–61 - Real Madrid
- 1961–62 - Real Madrid
- 1962–63 - Real Madrid
- 1963–64 - Real Madrid
- 1964–65 - Real Madrid
- 1965–66 - Atlético Madrid
- 1966–67 - Real Madrid
- 1967–68 - Real Madrid
- 1968–69 - Real Madrid
- 1969–70 - Atlético Madrid
- 1970–71 - Valencia CF
- 1971–72 - Real Madrid
- 1972–73 - Atlético Madrid
- 1973–74 - FC Barcelona
- 1974–75 - Real Madrid
- 1975–76 - Real Madrid
- 1976–77 - Atlético Madrid
- 1977–78 - Real Madrid
- 1978–79 - Real Madrid
- 1979–80 - Real Madrid
- 1980–81 - Real Sociedad
- 1981–82 - Real Sociedad
- 1982–83 - Athletic Bilbao
- 1983–84 - Athletic Bilbao
- 1984–85 - FC Barcelona
- 1985–86 - Real Madrid
- 1986–87 - Real Madrid
- 1987–88 - Real Madrid
- 1988–89 - Real Madrid
- 1989–90 - Real Madrid
- 1990–91 - FC Barcelona
- 1991–92 - FC Barcelona
- 1992–93 - FC Barcelona
- 1993–94 - FC Barcelona
- 1994–95 - Real Madrid
- 1995–96 - Atlético Madrid
- 1996–97 - Real Madrid
- 1997–98 - FC Barcelona
- 1998–99 - FC Barcelona
- 1999–00 - RC Deportivo la Coruña
- 2000–01 - Real Madrid
- 2001–02 - Valencia CF
- 2002–03 - Real Madrid
- 2003–04 - Valencia CF
- 2004–05 - FC Barcelona
- 2005–06 - FC Barcelona
- 2006–07 - Real Madrid
- 2007–08 - Real Madrid
- 2008–09 - FC Barcelona
- 2009–10 - FC Barcelona
- 2010–11 - FC Barcelona
- 2011–12 - Real Madrid
- 2012–13 - FC Barcelona
- 2013–14 - Atlético Madrid
- 2014–15 - FC Barcelona
- 2015–16 - FC Barcelona
- 2016–17 - Real Madrid
- 2017–18 - FC Barcelona
- 2018–19 - FC Barcelona
- 2019–20 - Real Madrid
- 2020–21 - Atlético Madrid
- 2021–22 - Real Madrid
- 2022–23 - FC Barcelona
- 2023–24 - Real Madrid
- 2024–25 - FC Barcelona

Noteringar
1. ↑  Atlético Madrid hette fram till mitten av 1940-talet Atlético Aviación.

### Individuella utmärkelser
Fram till säsongen 2008–09 delades det ej ut några officiella utmärkelser som var sanktionerade av förbunden Liga de Fútbol Profesional eller spanska fotbollsförbundet. Den mest kända utmärkelsen är Pichichi, en utmärkelse som sporttidningen Marca delade ut till den spelare som gjorde flest mål under en ligasäsong. Telmo Zarra var den förste spelare att vinna utmärkelsen då han säsongen 1952–53 gjorde 24 mål i ligan för Athletic Bilbao. I efterhand har tidigare meste målskyttar fått utmärkelsen av Marca. Tidningsföretagen har även delat ut utmärkelser för bäste målvakt (minst antal insläppta mål per match), Trofeo Ricardo Zamora, samt utmärkelsen Trofeo Alfredo di Stéfano för ligans bäste spelare.
Sedan säsongen 2013–14 delar La Liga ut en utmärkelse för månadens bäste spelare och månadens bäste tränare.

#### Flest gjorda mål
| Rank | Spelare            | Klubb           | År        | Mål | Matcher | Ratio |
| ---- | ------------------ | --------------- | --------- | --- | ------- | ----- |
| 1    | Lionel Messi       | Barcelona       | 2004–2021 | 474 | 520     | 0,91  |
| 2    | Cristiano Ronaldo  | Real Madrid     | 2009–2018 | 311 | 292     | 1,07  |
| 3    | Telmo Zarra        | Athletic Bilbao | 1940-1955 | 251 | 278     | 0,90  |
| 4    | Hugo Sánchez       | Real Madrid     | 1981–1994 | 234 | 347     | 0,67  |
| 5    | Raúl               | Real Madrid     | 1994–2010 | 228 | 550     | 0,41  |
| 6    | Alfredo di Stéfano | Real Madrid     | 1953–1966 | 227 | 329     | 0,69  |
| 7    | César Rodríguez    | Barcelona       | 1939–1955 | 223 | 353     | 0,63  |
| 8    | Quini              | Barcelona       | 1970–1987 | 219 | 448     | 0,49  |
| 9    | Pahiño             | Real Madrid     | 1943–1956 | 210 | 278     | 0,76  |
| 10   | Karim Benzema      | Real Madrid     | 2009–     | 200 | 389     | 0,51  |